# طاهر كنعان
طاهر حمدي طاهر كنعان (1935-) سياسي واقتصادي أردني من أصل فلسطيني شغل منصب وزير شؤون الأرض المحتلة من 4 نيسان 1985 إلى 27 نيسان 1986 ووزير التخطيط والتعاون الدولي من 27 نيسان 1986 إلى 27 نيسان 1989 في حكومة زيد الرفاعي الرابعة، ووزير الدولة لشؤون التنمية في حكومة فايز الطراونة الأولى من 21 آب 1998 إلى 4 آذار 1999.
ولد الدكتور طاهر حمدي كنعان في نابلس عام 1935. ويشار أن والده هو السياسي حمدي كنعان (1910-1981).
درس في كلية النجاح، وحصل على بكالوريوس في العوم الاقتصادية من الجامعة الأميركية في بيروت، ودكتوراه في العلوم الاقتصادية من جامعة كامبريدج في بريطانيا.
صدرت له تسعة كتب باللغة الإنكليزية وثلاثة كتب باللغة العربية، كلها تتعلق بالشؤون الاقتصادية والتنموية في فلسطين والوطن العربي.

## مناصبه
مناصب تولاها:
- عضو مجلس أمناء مؤسسة الدراسات الفلسطينية.
- عضو مجلس أمناء مركز دراسات الوحدة العربية.
- عضو لجنة الأمم المتحدة لسياسات التنمية.
- نائب رئيس الوزراء الأردني ووزير الدولة لشؤون التنمية، آب 1998 - آذار 1999.
- عضو مجلس الأعيان الأردني، تشرين الثاني 1997 - آب 1998.
- عضو مجلس التعليم العالي 1990-1994.
- مدير عام بنك الإنماء الصناعي، عمّان، 1989-1994.
- وزير التخطيط والتعاون الدولي، 1986-1989.
- وزير شؤون الأرض المحتلة، 1985-1986.
- رئيس فريق الصندوق العربي لإعداد البرنامج الأساسي للتنمية الزراعية في السودان، 1976-1985.
- رئيس قسم التمويل في أمانة مؤتمر الأمم المتحدة للتجارة والتنمية (إنكتاد)، جنيف، 1978-1982.
- رئيس الفريق الاقتصادي لدار الهندسة في المملكة المغربية، 1977-1978.
- مستشار اقتصادي ومدير الدائرة الاقتصادية بوزارة التخطيط في الجمهورية العراقية.
- مستشار اقتصادي لرئيس الصندوق العربي للإنماء الاقتصادي والاجتماعي في الكويت، ومدير دائرة البرامج فيه، 1973-1976.
- رئيس قسم تخطيط وسياسات التنمية في مكتب الأمم المتحدة الاقتصادي والاجتماعي، 1967-1973.
- أخصائي اقتصادي في أمانة مؤتمر الأمم المتحدة للتجارة والتنمية (إنكتاد)، نيويورك، 1965-1967.